# إدواردو ريتشي
إدواردو ريتشي (بالإيطالية: Edoardo Ricci)‏ هو كاهن كاثوليكي إيطالي، ولد في 27 أبريل 1928 في Sesta Godano ‏ في إيطاليا، وتوفي في 28 نوفمبر 2008 في لا سبيتسيا في إيطاليا.